# Lekkoatletyka na Letnich Igrzyskach Olimpijskich 1964 – bieg na 10 000 m mężczyzn
Bieg na 10 000 metrów mężczyzn podczas XVIII Letnich Igrzysk Olimpijskich w Tokio rozegrano 14 października 1964 o godzinie 16:00 czasu miejscowego na Stadionie Olimpijskim w Tokio. Bieg toczył się początkowo od dyktando ówczesnego rekordzisty świata Rona Clarke’a z Australii, który nie dysponując szybklim finiszem forsował mocne tempo gubiąc kolejnych rywali. Po 9000 metrach wraz z nim biegli jedynie Mohammed Gammoudi z Tunezji i niespodziewanie Amerykanin Billy Mills, który do tej pory nie był znany z imprez międzynarodowych. Na ostatnim wirażu Gammoudi wykorzystał, że Clarke był chwilowo zablokowany przez dublowanego zawodnika i wysforował się do przodu. Clarke walczył z nim na ostatniej prostej, gdy niespodziewanie zostali wyprzedzeni przez finiszującego po zewnętrznym torze Millsa. Zwycięstwo Millsa jest uznawane za jedną z większych niespodzianek w historii igrzysk olimpijskich. 

## Rekordy

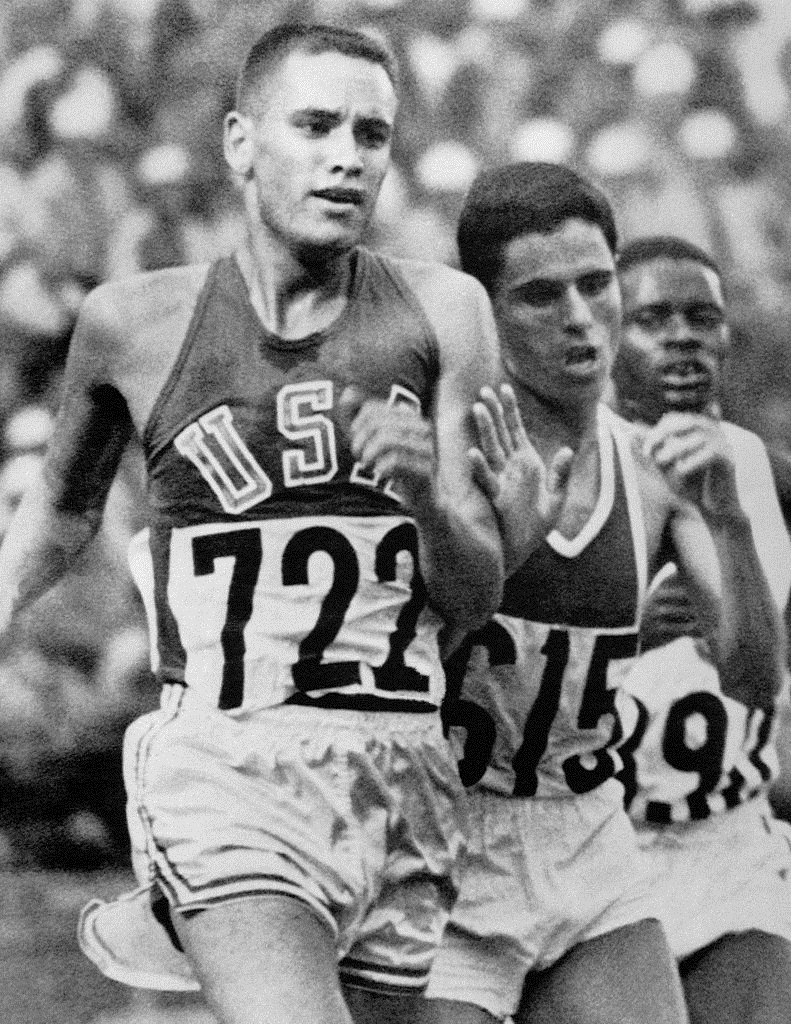
Billy Mills (z lewej i Mohammed Gammoudi

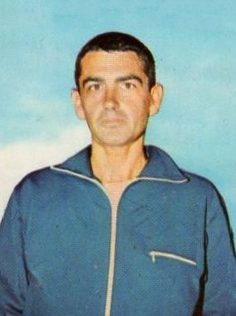
Ron Clarke

|                   | zawodnik         | narodowość | czas    | data                 | miejsce   |
| ----------------- | ---------------- | ---------- | ------- | -------------------- | --------- |
| Rekord świata     | Ron Clarke       | Australia  | 28:15,6 | 18 grudnia 1963(dts) | Melbourne |
| Rekord olimpijski | Piotr Bołotnikow | ZSRR       | 28:32,2 | 8 września 1960(dts) | Rzym      |

## Wyniki
| Poz. - pozycja |
| - rekord świata \| - rekord krajowy \| - rekord życiowy \| = - wyrównany rekord życiowy \| · - najlepszy wynik w sezonie \| = - wyrównany najlepszy wynik w sezonie \| - rekord olimpijski |
| Fn – falstart \| DNF – nie ukończył \| DNS – nie wystartował \| DSQ – zdyskwalifikowany |

### Finał
| Poz. | Zawodnik                | Narodowość        | Rezultat | Uwagi |
| ---- | ----------------------- | ----------------- | -------- | ----- |
| 1    | Billy Mills             | Stany Zjednoczone | 28:24,4  | [ 4 ] |
| 2    | Mohammed Gammoudi       | Tunezja           | 28,24,8  |       |
| 3    | Ron Clarke              | Australia         | 28:25,8  |       |
| 4    | Mamo Wolde              | Etiopia           | 28:31,8  |       |
| 5    | Leonid Iwanow           | ZSRR              | 28:53,2  |       |
| 6    | Kōkichi Tsuburaya       | Japonia           | 28:59,3  |       |
| 7    | Murray Halberg          | Nowa Zelandia     | 29:10,8  |       |
| 8    | Tony Cook               | Australia         | 29:15,8  |       |
| 9    | Gerry Lindgren          | Stany Zjednoczone | 29:20,6  |       |
| 10   | Franc Červan            | Jugosławia        | 29:21,0  |       |
| 11   | Siegfried Herrmann      | Niemcy            | 29:27,0  |       |
| 12   | Henri Clerckx           | Belgia            | 29:29,5  |       |
| 13   | Jean Fayolle            | Francja           | 29:30,8  |       |
| 14   | Teruo Funai             | Japonia           | 29:33,2  |       |
| 15   | Jean Vaillant           | Francja           | 29:33,6  |       |
| 16   | József Sütő             | Węgry             | 29:43,0  |       |
| 17   | Josef Tomáš             | Czechosłowacja    | 29:46,4  |       |
| 18   | Ron Hill                | Wielka Brytania   | 29:53,0  |       |
| 19   | Pål Benum               | Norwegia          | 30:00,8  |       |
| 20   | Siegfried Rothe         | Niemcy            | 30:04,6  |       |
| 21   | Michael Bullivant       | Wielka Brytania   | 30:12,0  |       |
| 22   | Fergus Murray           | Wielka Brytania   | 30,22,4  |       |
| 23   | Barry Magee             | Nowa Zelandia     | 30:32,0  |       |
| 24   | Ron Larrieu             | Stany Zjednoczone | 30:42,6  |       |
| 25   | Piotr Bołotnikow        | ZSRR              | 30:52,8  |       |
| 26   | Bruce Kidd              | Kanada            | 30:56,4  |       |
| 27   | Artur Hannemann         | Niemcy            | 30:56,6  |       |
| 28   | Watanabe Kazumi         | Japonia           | 31:00,6  |       |
| 29   | Ranatunge Karunananda   | Cejlon            | 32:21,2  |       |
| –    | Pascal Mfyomi           | Tanganika         | DNF      |       |
| –    | Naftali Temu            | Kenia             | DNF      |       |
| –    | János Pintér            | Węgry             | DNF      |       |
| –    | Jim Hogan               | Irlandia          | DNF      |       |
| –    | Muharrem Dalkılıç       | Turcja            | DNF      |       |
| –    | Andrei Barabaș          | Rumunia           | DNF      |       |
| –    | Fernando Aguilar        | Hiszpania         | DNF      |       |
| –    | Mohamed Hadheb Hannachi | Tunezja           | DNF      |       |
| –    | Nikołaj Dutow           | ZSRR              | DNF      |       |